# Amphilemur eocaenicus
Amphilemur eocaenicus — вимерлий вид їжакоподібних ссавців родини Amphilemuridae. Вид існував в еоцені, 48-40 млн років тому в Європі. Скам'янілі рештки знайдені у відкладеннях лігніту поблизу містечка Гайзельталь в Німеччині.